# Voina (gruppo musicale)
I Voina sono un gruppo musicale italiano formatosi nel 2005 a Lanciano, in Abruzzo. Precedentemente noto come Voina Hen, il gruppo nasce per volontà di Ivo Bucci e dei fratelli Nicola e Domenico Candeloro.
In seguito alla pubblicazione del loro album di debutto, i Voina hanno ricevuto il Premio MEI come miglior gruppo emergente.

## Storia del gruppo

### Le origini (2005–2012)
La prima formazione dei Voina prende forma nel 2005, quando quattro amici di lunga data provenienti da Lanciano, in provincia di Chieti, si riuniscono dando i natali al gruppo. La formazione iniziale è costituita da Ivo Bucci alla voce, i fratelli Nicola e Domenico Candeloro rispettivamente alla chitarra e batteria, e Amedeo Bolletta al basso. Il gruppo comincia con il nome di Voina Hen, un'espressione che trova il suo significato nella lingua russa e inglese, e che intende manifestare, secondo il quartetto, un sentimento ambiguo e controverso che riguardi allo stesso tempo la guerra, i polli e la follia. In seguito, il gruppo cambia nome in Voina, inspirandosi ad un collettivo di dissidenti politici oppositori di Vladimir Putin.
I Voina, secondo quanto dichiarato da Bucci, si ispirano fin da subito alla musica rock degli anni novanta, in particolare della scena musicale di Seattle, influenzati dal fascino per la cultura alternativa consolidatasi nella città statunitense. L'attività concertistica dei primi anni determina la necessità di un ulteriore componente, Francesco Di Nardo, che nel 2007 entra nel gruppo come secondo chitarrista. La qualità dei live, in breve tempo, si rivela essere un buon biglietto da visita che permette ai cinque lancianesi di partecipare e vincere, nel 2009, al Rock Targato Italia, una manifestazione per gruppi emergenti. Dopo l'incisione di un demo autoprodotto, i Voina attirano le attenzioni di Manuele "Max Stirner" Fusaroli (già produttore de Le luci della centrale elettrica, Zen Circus e Nobraino), che comincia a lavorare con il gruppo.

### Prime pubblicazioni (2013–2016)
Durante l'inverno del 2013, i Voina si ritirano nella campagna ferrarese per la registrazione del loro primo EP dal titolo Finta di niente (2013), realizzato sotto la produzione artistica di Fusaroli e Marco "Diniz" Di Nardo, loro conterraneo e membro del Management del dolore post-operatorio. La composizione del disco viene fortemente influenzata dalla realtà vissuta in provincia e dalla crisi sociale italiana, temi che saranno poi riproposti nei futuri lavori del gruppo. L'EP viene presentato in anteprima su la Repubblica XL nel marzo del 2013, anticipato dal singolo omonimo Finta di niente, il quale riesce a piazzarsi nella classifica italiana degli artisti indipendenti. Il tour che segue la pubblicazione del disco permette ai Voina di aprire i concerti per artisti come Zen Circus, Il Teatro degli Orrori, Linea 77 e A Toys Orchestra. Concluso il tour, Francesco Di Nardo lascia il gruppo.
I Voina tornano in studio di registrazione nella primavera del 2014, lavorando sul loro album di debutto Noi non siamo infinito (2015) di nuovo assieme alla coppia di produttori Fusaroli e Di Nardo. Secondo il gruppo, tematiche come la disillusione e il fallimento generazionale sono state d'ispirazione per la composizione del disco, riprendendo provocatoriamente il titolo del romanzo Noi siamo infinito (1999) di Stephen Chbosky. L'album, pubblicato nell'ottobre del 2015 dalla Maciste Dischi, ottiene un riscontro positivo da parte della critica specializzata e raggiunge il sesto posto nella classifica nazionale del MEI dedicata agli artisti indipendenti. Per promuovere il disco, i Voina realizzano un tour su territorio italiano, con una lista di oltre sessanta date che si protrae fino alla fine del 2016. In occasione del Meeting delle etichette indipendenti dello stesso anno, i Voina ricevono il Premio MEI come miglior gruppo emergente.

### Il secondo e il terzo album (2016–2021)

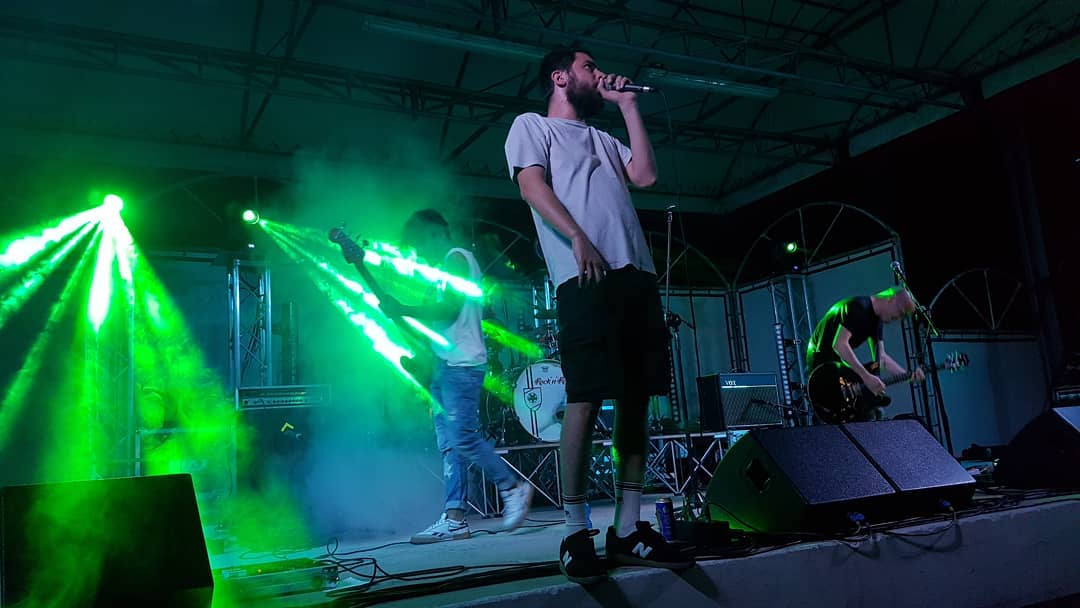
I Voina in concerto nel 2018

In questo periodo il gruppo vede un cambio di formazione: Amedeo Bolletta, che aveva registrato il disco, viene sostituito da Simone Di Cicco, che a sua volta, al termine del tour, lascia il posto a Daniele Paolucci. Intenzionati a realizzare un disco più diretto, i Voina si ritirano nella loro regione natia per la registrazione del secondo album in studio, intitolato Alcol, schifo e nostalgia (2017). Finanziato attraverso una campagna di crowdfunding, il disco viene prodotto dagli stessi Voina insieme ad Andrea Di Giambattista, già collaboratore del Management del dolore post-operatorio.
Alcol, schifo e nostalgia viene pubblicato nel marzo del 2017 per la INRI; anticipato dal singolo Io non ho quel non so che, divenuto virale sui servizi di streaming musicale, l'album raggiunge il sesto posto nella classifica italiana degli indipendenti. Il tour in supporto al disco porta i Voina ad esibirsi sui palchi di artisti italiani e internazionali come Kasabian, Afterhours, Ministri e Caparezza, e viene promosso tramite un inedito, Hype, pubblicato come singolo nel febbraio del 2018.
I Voina annunciano in seguito di essere tornati in studio di registrazione per il loro terzo album; in tale occasione viene confermata l'uscita di Nicola Candeloro dal gruppo. Il disco, intitolato Ipergigante, viene pubblicato nel febbraio 2020 dalla V4V Records, prodotto da Domenico Candeloro e Mattia Cominotto, e mostra un netto cambio di direzione artistica, allontanandosi definitivamente dal post hardcore per avvicinarsi molto alle sonorità dell'indie italiano contemporaneo.

### YOGA, Pt. 1eKintsugi(2022-presente)
Nel 2022 annunciano l'uscita di un EP in due parti intitolato YOGA: la prima metà esce l'8 aprile. Il 30 settembre 2022 pubblicano il singolo Super Fluo. Il 25 novembre 2022 esce la seconda parte dell'EP.
Il 19 gennaio 2024 esce il singolo Che vita di merda. Il 16 febbraio esce il singolo Meteorite. Il 23 febbraio pubblicano per V4V l'album Kintsugi.

## Formazione
Attuale
- Ivo Bucci – voce (2005–presente)
- Domenico Candeloro – batteria, percussioni, sintetizzatori (2005–presente)
- Nicola Candeloro – chitarre, cori (2005–2018, 2021–presente)

Turnisti
- Mauro Bucci – batteria, percussioni (2019–2023)
- Mattia De Iure – chitarre, cori (2019–presente)
- Andrea Paone – basso (2020–presente)

Ex componenti
- Amedeo Bolletta – basso (2005–2015)
- Simone Di Cicco – basso (2015–2016)
- Francesco Di Nardo – chitarre (2007–2014)
- Daniele Paolucci – basso (2016–2019)

## Discografia
Album in studio
- 2015 – Noi non siamo infinito
- 2017 – Alcol, schifo e nostalgia
- 2020 – Ipergigante
- 2024 – Kintsugi

EP
- 2013 – Finta di niente
- 2022 – YOGA, Pt. 1
- 2022 – YOGA, Pt. 2